# Бойцов Олександр Федорович
Олекса́ндр Фе́дорович Бойцо́в (29 червня 1946, Новоград-Волинський — 27 листопада 2019, Хмельницький) — український театральний режисер, заслужений діяч мистецтв України, Лауреат VI Всеукраїнського конкурсу романів, кіносценаріїв та п'єс «Коронація слова» як автор п'єси «Імперія обкрадених», художній керівник і головний режисер Хмельницького обласного українського музично-драматичного театру ім. Михайла Старицького.

## Біографія
Народився 29 червня 1946 р. в Новоград-Волинському в родині комбата у відставці, інваліда Великої Вітчизняної війни. Закінчив Жмеринсьске залізничне училище (1963). За направленням працював у Київмостобуді № 1 монтажником (Мостозагін № 2) на будівництві мостів Метро та Русанівський метроміст.
1967 року закінчив Дніпропетровське театральне училище (викладач С. Грінберг). З 1967 по 1969 рік служив у лавах Радянської армії. З 1969 по 1972 рік працював режисером самодіяльних народних театрів РДК Овруча, Миргорода, Соболівки.
1977 року закінчив Київський державний інститут театрального мистецтва імені Івана Карпенка-Карого (художня майстерня Неллі-Влада та Л. Олійника).
Працював режисером-постановником театрів:
- Волинський обласний музично-драматичний театр імені Тараса Шевченка (Луцьк, 1977—1979 рр.);
- Російський театр драми та музкомедії Кривбасу ім. Т. Г. Шевченка (Кривий Ріг, 1979—1983 рр.);

Працював головним режисером у:
- Київський обласний музично-драматичний театр ім. П. Саксаганського (1983—1986 рр.);
- Волгоградський обласний театр музичної комедії (1986—1989);
- Сумський обласний театр драми та музичної комедії імені Михайла Щепкіна (1989—1992);
- 1992—1998 рр. — вільний художник;
- Хмельницький обласний музично-драматичний театр ім. Г. Петровського (нині — ім. М. Старицького) (1998—2010 рр.).

Помер 27 листопада 2019 року у Хмельницькому.

## Режисерські роботи
- «Підступність і кохання» Ф. Шіллєра (1976);
- «Синя ворона» Р. Погодіна (1977);
- «Наталка-Полтавка» І. Котляревського (1978);
- «Езоп» Г. Фігейредо (1978);
- «Зорі отчого краю» В. Фольварочного (1979);
- «Дикий ангел» О. Коломійця (двічі);
- «Недоросток» Д. Фонвізіна (1979);
- «Святий і грішний» М. Ворфоломєєва (1980);
- «Нічний сторож і праля» П. Путниньша (1971 і 1982, двічі);
- «Про Тетяну» («Доля Тетяни») З. Тоболкіна (1981 і 1982, двічі);
- «Піти і не повернутись» В. Бикова (1983);
- «Марина» М. Зарудного (за Т. Шевченком, 1984);
- «Дай серцю волю, заведе у неволю» М. Кропивницького (тричі);
- «Руські люди» К. Симонова (1984);
- «12 година», або «Репортаж з того світу» О. Коломійця (1985);
- «Це я — ваш секретар» І. Штока (1986);
- «Варшавський набат» В. Коростильова (1985);
- «Пристрасті святого Мікаеля» М. Самойлова (1986);
- «День народження кота Леопольда» А. Хайта (1986);
- «Весілля в Малинівці» Л. Юхвіда, Б. Алєксандрова (1987);
- «Циганський барон» Й. Штрауса (1987);
- «Діоген» Б. Рацера, В. Костянтинова, В. Лєбєдєва (1988);
- «Баядера» І. Кальмана (1992);
- «Жіночий бунт» по М. Шолохову (1989);
- «Мисливські анекдоти» В. Канівця (1990);
- «Лікар мимоволі» Ж. Б. Мольєра (1990);
- «Холопка» (опера) М. Стрєльнікова (1989);
- «Ісус Христос, Міріам і Юда» за Л. Українкою (1991);
- «Вона + вона», або «Мрія ідіотки» А. Дядченко (1993);
- «Моя парижанка» Р. Ламуре;
- «Антон Павлович сміється» за творами А. Чехова (1998);
- «Оголені у човні без весла» Леся Новоградського (1999);
- «Все в саду» Е. Олбі (2001);
- «Сватав Гриць удовицю» В. Канівця (2002);
- «Нічний сторож і праля» П. Путниньша (втретє, 2003);
- «Жіночий бунт» за М. Шолоховим (вдруге, 2003);
- «97» М. Куліша (2003);
- «Вовчиха» за О. Кобилянською (2007);
- «Моя парижанка» Р. Ламуре (2007);
- «Євангеліє від Івана» А. Крима (2008);
- «Мина Мазайло» М. Куліша (2008);
- «Трон і корона» Б. Грищука, О. Бойцова (2009);
- «Ханума» А. Цагарелі;
- «Цар Горох» В. Зіміна, муз. А. Дерієва;
- «Золоте курча» В. Орлова;
- «Марія Заньковецька» Лесь Новоградський за Ів. Рябоклячем та інші.

## Нагороди, відзнаки
- Лауреат республіканського огляду театральних вистав (1981 р. за виставу «Святий і грішний» М. Ворфоломєєва, (Російський театр драми та музкомедії Кривбасу ім. Т. Г. Шевченка);
- Лауреат республіканського огляду театральних вистав (1982 р. за виставу «Варшавський набат» В. Коростильова, (Львівський театр юного глядача ім. М. Горького);
- Лауреат республіканського огляду театральних вистав (1986 р. за виставу «Доля Тетяни» З. Таболкіна, (Київський обласний музично-драматичний театр ім. П. Саксаганського);
- Лауреат республіканського огляду театральних вистав (2005 р. за виставу «Вовчиха» О. Кобилянської, (Хмельницький обласний музично-драматичний театр ім. Г. Пестровського (нині — ім. М. Старицького));
- «Людина року — 2006» у номінації «Митець» (Хмельницький регіональний рейтинг популярності).